# Antonio Soares (São Tomé)
Antonio Soares ist ein Ort im Distrikt Mé-Zóchi auf der Insel São Tomé im Inselstaat São Tomé und Príncipe.

## Geographie
Der Ort liegt im Hinterland an der kurvenreichen Straße zwischen Batepá und der Roça Vista Alegre und bei Alice. Im Westen erhebt sich der Muongo unweit des Ortes.